# 長留内岳
長留内岳（おさるないだけ）は、北海道の深川市と雨竜郡幌加内町の2市町にまたがる標高729.0mの山である。山頂には二等三角点「尾去内岳」が設置されている。

## 概要
天塩山地南側に位置する山で、山頂北側から南東に伸びる尾根の先はほろたち山があり、幌加内町唯一のスキー場であるほろたちスキー場があることで知られる。ほろたち山と長留内岳に挟まれた長留内川の流れる緩斜面は「帝白」と呼ばれる地区である。
山名は現在の雨竜川支流の長留内川の源頭であることに由来し、「長留内」はアイヌ語「オサルンナイ（湿った沢のある川）」が語源であるとされる。
登山道は存在しないため残雪期に登られる。道道126号から帝白地区へ向かう道を進み、長留内川右岸の尾根に取り付いて616m標高点で支稜線へ入り、北に登って山頂へ行くのがメインルートである。